# Murg (Thur)
Pour les articles homonymes, voir Murg.
La Murg est une rivière coulant en Suisse, dans le nord-est du pays et affluent de la Thur, donc sous-affluent du Rhin.

### Sources
- (de) Cet article est partiellement ou en totalité issu de l’article de Wikipédia en allemand intitulé « Murg (Thur) » (voir la liste des auteurs).